# 白子國
白子國，又稱白國，是云南西部地区的一个古国。
据《南诏野史》记载，阿育王第三子骠苴低，娶欠蒙亏，生子低蒙苴。低蒙苴九子，长子蒙苴辅罗，是十六个王国的祖先。他的第八子蒙苴颂，在大理东南的白崖建立白子國。汉武帝灭滇国，把白子國君仁果从白崖迁到澄江，诸葛亮出征云南，在白崖发现了仁果的十五代后裔龙佑那，把龙姓改为张姓，封他为建寧國王，为蒙舍诏国王的先祖。

### 腳註
1. ↑  . 教育部重編國語辭典修訂本. 國家教育研究院.   [2023-09-20].

### 其他
- 《中国西南古纳西王国》，云南美术出版社，（美国）约瑟夫·洛克著，刘宗岳译，1999年4月